# فاليرانو
فاليرانو هي كومونا (بلدية) في مقاطعة فيتربو في منطقة لاتيوم الإيطالية ، اذ تقع على بعد حوالي 60 كيلومتر (37 ميل) شمال غرب روما وعلى بعد حوالي 13 كيلومتر (8 ميل) جنوب شرق فيتربو .
قد تقع فاليرانو على حدود البلديات التالية: كانيبينا، كابرارولا، كاربوجنانو، فابريكا دي روما، سوريانو نيل سيمينو، فيجنانيلو.
ومن بين المباني الأثرية في المدينة ضريح ماريان من القرن السابع عشر ، وايضا محمية مادونا ديل روسيلو ، والتي تسمى أيضًا سانتواريو دي ماريا سانتيسيما ديل روسيلو دي دوناتوري دي سانغيو .